# 생물약제학적 분류 체계
미국 식품의약국의 생물약제학적 분류체계(영어: Biopharmaceutics Classification System, BCS)는 투과성과 용해도에 따라 약물을 분류하는 방법론이다. 아미돈(Amidon) 등의 핵심 아이디어를 기반으로 한 BCS는 약물의 생체 내(in vivo) 동태를 시험관 내(in vitro) 투과성과 용해도의 측정값으로 예측하는 것이 목적이다.

## 분류 체계
- Class I – 높은 투과성, 높은 용해도
- Class II – 높은 투과성, 낮은 용해도
- Class III – 낮은 투과성, 높은 용해도
- Class IV – 낮은 투과성, 낮은 용해도[2]

## 같이 보기
- 흡분대배